# Scevola Mariotti
Scevola Mariotti (* 24. April 1920 in Pesaro; † 5. Januar 2000 in Rom) war ein italienischer Klassischer Philologe.

## Leben
Scevola Mariotti besuchte die Scuola Normale Superiore di Pisa, wo Giorgio Pasquali sein Lehrer war. Er zählte zu den Besten seines Jahrgangs, gemeinsam mit Carlo Azeglio Ciampi, dem späteren Politiker und Staatspräsidenten Italiens.
Ab 1949 studierte Mariotti Klassische Philologie an der Universität Urbino. Anschließend lehrte er dort als Dozent Lateinische Literatur und Sprache, ab 1956 als ordentlicher Professor. 1963 wechselte er an die Universität La Sapienza in Rom, wo er bis an sein Lebensende tätig war. Er war mehrmals Dekan der philosophischen Fakultät.
Mariotti beschäftigte sich mit weiten Bereichen der römischen Literatur. Sein Forschungsschwerpunkt war das frühe römische Epos, zu dem er innerhalb weniger Jahre drei gewichtige Monografien vorlegte: Seine Lezioni su Ennio (1951) gingen direkt auf die Anregung Giorgio Pasqualis zurück, der sich seit 1915 mit dem Dichter beschäftigt hatte. Die Bücher über Livius Andronicus (1952) und Gnaeus Naevius (1955) enthielten auch jeweils eine Fragmentsammlung. In der akademischen Lehre behandelte Mariotti auch andere Literaturepochen. Seine wissenschaftliche Schule blieb darum nicht auf die archaische Dichtung beschränkt, sondern umfasste die gesamte lateinische Literatur von der Antike bis zur Frühen Neuzeit.
Neben seiner Forschungs- und Lehrtätigkeit war Mariotti auch als Wissenschaftsorganisator tätig. Gemeinsam mit Luigi Castiglioni bearbeitete er das Wörterbuch Vocabolario della lingua latina (erstmals 1966, dritte Auflage 1997). Beim Thesaurus Linguae Latinae war er seit 1963 Fahnenleser; 1992 wurde er zum Delegierten der Accademia dei Lincei in der Internationalen Thesaurus-Kommission ernannt. Mariotti war außerdem langjähriger Herausgeber der Zeitschrift Rivista di Filologia e di Istruzione Classica. 1984 initiierte er die internationale Fachtagung La filologia classica nel secolo XX, bei der Forscher aus aller Welt eine Standortbestimmung der Klassischen Philologie in verschiedenen Ländern vornahmen. Die Beiträge erschienen 1989 in drei Bänden. Eine weitere Frucht dieser Tagung ist der Catalogus Philologorum Classicorum (CPhCl), der in den 90er Jahren an der Universität Pisa begonnen wurde und seit 2003 im Internet fortgeführt wird, seit 2009 mit internationaler Beteiligung.
Für sein vielseitiges Wirken erhielt Mariotti zahlreiche internationale Auszeichnungen. Er war ordentliches Mitglied der Accademia Nazionale dei Lincei, der Accademia delle Scienze di Torino und der Accademia dell’Arcadia sowie korrespondierendes Mitglied der Bayerischen Akademie der Wissenschaften, der British Academy und der Polnischen Akademie der Wissenschaften. Die Ehrendoktorwürde verliehen ihm die Universitäten zu Athen, Budapest und Urbino.

## Schriften (Auswahl)
- Lezioni su Ennio. Pesaro 1951
- Livio Andronico e la traduzione artistica. Saggio critico ed edizione dei frammenti dell’ Odyssea. Mailand 1952. Zweite Auflage, Urbino 1986
- Il ‘Bellum Poenicum’ e l’arte di Nevio. Rom 1955
- Enciclopedia Oraziana. Drei Bände, Rom 1996–1998
- Scritti di filologia classica. Rom 2000